# XLVIII Liceum Ogólnokształcące im. Edwarda Dembowskiego w Warszawie

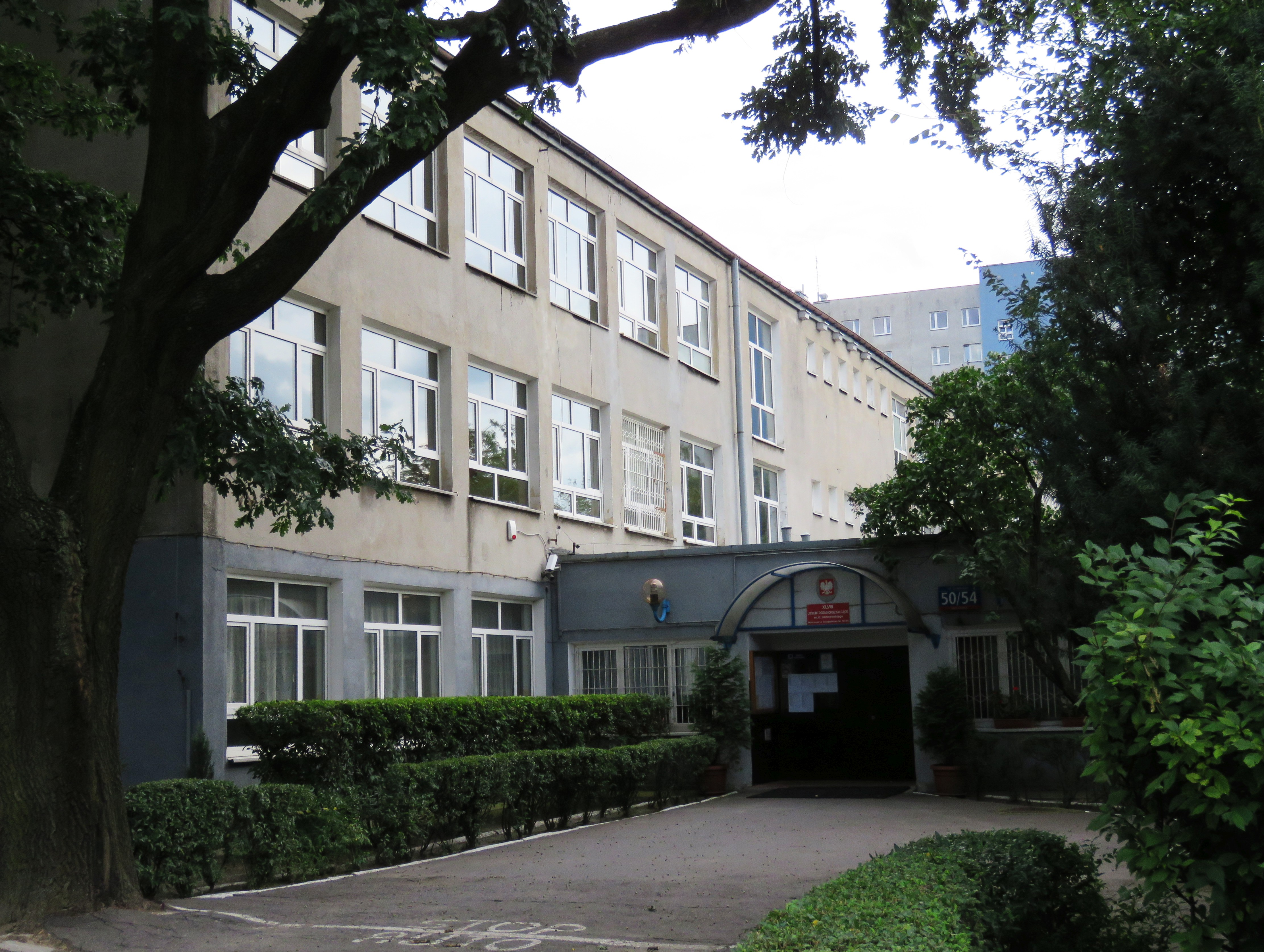
Budynek przy ulicy Szczęśliwickiej 50/54 – siedziba liceum w latach 1965–2020

XLVIII Liceum Ogólnokształcące im. Edwarda Dembowskiego – utworzone w 1957 roku liceum ogólnokształcące, znajdujące się w warszawskiej dzielnicy Ochota (początkowo i ponownie od września 2020 przy ul. Barskiej 32).

## Historia

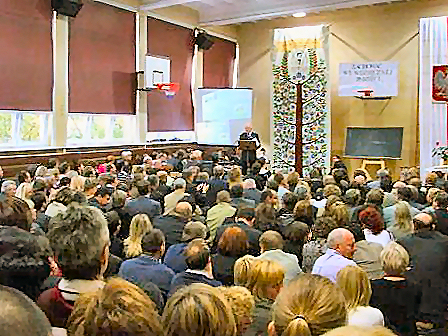
Uroczystość obchodów 50-lecia istnienia szkoły – przemawia dyrektor Czesław Świderski

Na mocy reformy szkolnictwa przeprowadzonej w Polsce w latach 1948–1949, postanowiono wprowadzić czteroklasowe licea ogólnokształcące powiązane ze szkołami podstawowymi w jednolitą, jedenastoletnią szkołę ogólnokształcącą. Szkoła na Ochocie miała zostać jedną z takich szkół.
14 października 1957 roku (z mocą od dnia 1 września 1957 roku) Minister Oświaty podjął decyzję o utworzeniu Szkoły Podstawowej i Liceum Ogólnokształcącego nr 48 przy ulicy Barskiej 32 na Ochocie w Warszawie.
Szkoła została oddana do użytku 3 września 1957 r. Decyzją Ministerstwa Oświaty patronem szkoły został 7 grudnia 1960 r. Edward Dembowski. Szkoła przyjęła wtedy nazwę: Szkoła Podstawowa i Liceum Ogólnokształcące nr 48 im. Edwarda Dembowskiego w Warszawie. Nazwa ta widnieje na sztandarze ufundowanym przez Dowództwo Wojsk Lotniczych i Obrony Przeciwlotniczej Kraju oraz przez Komitet Rodzicielski szkoły.
Rok szkolny 1960/1961 był rokiem pierwszej matury w szkole. Otrzymało ją 31 abiturientów. W związku z obchodami Tysiąclecia Państwa Polskiego, w całym kraju wznoszono wtedy nowe szkoły zwane „tysiąclatkami”.
W roku szkolnym 1963/1964 przystąpiono do budowy nowego budynku szkoły przy ulicy Szczęśliwickiej 50/54. Oddano go do użytku na lata 1965/1966. Nastąpił wówczas podział szkoły jedenastoletniej na dwie samodzielne szkoły. Szkoła podstawowa pozostała przy ulicy Barskiej, liceum natomiast przeniosło się do nowego budynku i przyjęło nazwę: XLVIII Liceum Ogólnokształcące im. Edwarda Dembowskiego w Warszawie.
Pierwszym dyrektorem szkoły została Anna Stok, a wicedyrektorem Jan Załęski. W 1971 r. zrodziła się idea profilowania specjalizacyjnego klas licealnych. Obok klas o profilu ogólnym, powstały klasy o profilu matematyczno-fizycznym, biologiczno-chemicznym, humanistycznym. Ten typ specjalizacji sprzyjał podnoszeniu poziomu merytorycznego nauczania oraz sprzyjał tworzeniu się klasowych kółek naukowych i kółek przedmiotowych, które w znacznej mierze wpływały na rozszerzenie i pogłębienie zainteresowań młodzieży szkolnej.
Z końcem roku szkolnego 1968/1969 odeszła na emeryturę dyrektor Anna Stok. Funkcję dyrektora objął Zdzisław Kamiński i pełnił ją do 1977 r. 20. rok istnienia szkoły rozpoczęto z nowym składem dyrektorskim, Haliną Mórawską, jako dyrektorem i Krystyną Szachnowską jako wicedyrektorem. Obydwie dyrektorki zorganizowały uroczyste obchody 20-lecia liceum w 1977 r.
W roku szkolnym 1979/1980 zlikwidowano jedno z liceów na Ochocie i włączono je do XLVIII Liceum. Wicedyrektorem został Henryk Krupiński. Od 1 września 1980 r. liceum zwiększyło się o sześć oddziałów i liczyło już 21 klas. Podwoiła się liczba pracowni przedmiotowych, a księgozbiór biblioteki wzrósł o ponad sto procent. W czerwcu 1983 r. dyrektorem liceum został mianowany Henryk Krupiński, który z kolei mianował na stanowisko wicedyrektora Czesława Świderskiego. Szkoła dopracowała się uczestników i laureatów olimpiad przedmiotowych i konkursów. Ukształtowały się pewne zwyczaje kontynuowane przez młodzież przez wiele następnych lat.
W 1997 r. szkoła uroczyście obchodziła 40-lecie swojego istnienia. Po przejściu na emeryturę dyrektora Henryka Krupińskiego, w listopadzie 2000 r. odbył się konkurs na nowego dyrektora, którym został mgr Czesław Świderski. Stanowisko wicedyrektora objęła mgr Katarzyna Cozel-Starewicz.
27 października 2007 r. obchodzono uroczyście 50-lecie istnienia szkoły z udziałem wszystkich żyjących nauczycieli i uczniów, reprezentujących najstarsze roczniki nauczania.
W następstwie reformy szkolnictwa z 2017 nastąpiły zmiany w strukturze szkół, czego konsekwencją było opuszczenie przez liceum budynku przy ulicy Szczęśliwickiej i powrót do budynku przy ulicy Barskiej, opuszczonego przez dawne gimnazjum nr 14. Budynek przy Szczęśliwickiej z kolei został przejęty przez centrum kształcenia ustawicznego, które musiało opuścić budynek Technikum nr 7 w Warszawie.

## Dyrektorzy szkoły
- 1960–1969 – Anna Stok
- 1969–1977 – Zdzisław Kamiński
- 1977–1983 – Halina Mórawska
- 1983–2000 – Henryk Krupiński
- 2000–2011 – Czesław Świderski
- od 2011 − Katarzyna Cozel-Starewicz

## Absolwenci (m.in.)
- Bożena Czerny – profesor w Centrum Astronomicznym im. Mikołaja Kopernika PAN w Warszawie
- Robert Draba – prawnik, wiceszef Kancelarii Prezydenta Rzeczypospolitej Polskiej
- Kazimierz Wojciech Frieske – profesor socjologii w warszawskiej Wyższej Szkole Handlu i Prawa im. Ryszarda Łazarskiego
- Paulina Krupińska - modelka, Miss Polonia 2012, prezenterka telewizyjna
- Korneliusz Pacuda – dziennikarz i krytyk muzyczny
- Karol A. Penson – profesor fizyki teoretycznej na Uniwersytecie im P.& M. Curie w Paryżu
- Krzysztof Sikorski – profesor Computer Science Department University of Utah Salt Lake City Utah (USA)
- Paweł Śpiewak – socjolog i historyk, profesor Uniwersytetu Warszawskiego, publicysta, poseł na Sejm
- Stefan Wrona – architekt, profesor i dziekan Wydziału Architektury Politechniki Warszawskiej
- Tomasz Zubilewicz – dziennikarz telewizyjny, prezenter pogody